# Приволжский район (Самарская область)
Приво́лжский райо́н — административно-территориальная единица (район) и муниципальное образование (муниципальный район) на юго-западе Самарской области России. Граничит с Ульяновской и Саратовской областями.
Административный центр — село Приволжье, находится в 150 км от Самары.

## География
Площадь района — 1379,3 км². Район граничит на севере и востоке с Безенчукским и Хворостянским районами Самарской области, на юге — с Саратовской областью. Основные реки — Волга, Чагра.
Район расположен на левом берегу Саратовского водохранилища, лесные насаждения минимальны, в основном это степная зона. Рельеф района - волнистая равнина, обрывающаяся невысокими кручами на побережье водохранилища. Немногочисленные леса, сосредоточенные по берегу Волги , являются заповедными зонами.

## История
Земли района стали частью Российской империи в начале XVIII века, до этого регион находился под владычеством Золотой Орды, а после её распада контролировался Ногайской Ордой.
До революции район относился к Самарскому уезду.
Приволжский район образован 18 декабря 1930 года, как часть Средневолжской области. Решением Куйбышевского облсовета от 12.02.1963 года район был упразднен, но 30 декабря 1966 года вновь создан.
Первое упоминание о селе Приволжье встречается в 1785 году как о сельце Васильевском.

## Население
| 2002    | 2008    | 2010    | 2011    | 2012    | 2013    | 2014    | 2015    | 2016    |
| ------- | ------- | ------- | ------- | ------- | ------- | ------- | ------- | ------- |
| 24 552  | ↘23 930 | ↗24 005 | ↘23 945 | ↘23 859 | ↘23 716 | ↘23 552 | ↗23 574 | ↘23 532 |
| 2017    | 2018    | 2019    | 2020    | 2021    |         |         |         |         |
| ↘23 489 | ↘23 321 | ↘23 026 | ↘22 643 | ↘22 045 |         |         |         |         |

## Муниципально-территориальное устройство
В муниципальный район Приволжский входят 7 муниципальных образований со статусом сельского поселения:
| № | Муниципальное образование       | Административный центр | Количество населённых пунктов | Население | Площадь, км2 |
| - | ------------------------------- | ---------------------- | ----------------------------- | --------- | ------------ |
| 1 | сельское поселение Давыдовка    | село Давыдовка         | 4                             | ↘1077     |              |
| 2 | сельское поселение Заволжье     | село Заволжье          | 1                             | ↘736      |              |
| 3 | сельское поселение Ильмень      | посёлок Ильмень        | 3                             | ↘1935     |              |
| 4 | сельское поселение Новоспасский | посёлок Новоспасский   | 5                             | ↘3616     |              |
| 5 | сельское поселение Обшаровка    | село Обшаровка         | 5                             | ↘5377     |              |
| 6 | сельское поселение Приволжье    | село Приволжье         | 3                             | ↗7446     |              |
| 7 | сельское поселение Спасское     | село Спасское          | 3                             | ↘1858     |              |

## Населённые пункты
В Приволжском районе 24 населённых пункта.
| №  | Населённый пункт | Тип     | Население | Муниципальное образование       |
| -- | ---------------- | ------- | --------- | ------------------------------- |
| 1  | Аннино           | село    | 39        | сельское поселение Приволжье    |
| 2  | Бестужевка       | село    | 431       | сельское поселение Новоспасский |
| 3  | Гаркино          | посёлок | 56        | сельское поселение Обшаровка    |
| 4  | Давыдовка        | село    | 215       | сельское поселение Давыдовка    |
| 5  | Екатериновка     | село    | 812       | сельское поселение Давыдовка    |
| 6  | Заволжье         | село    | ↘736      | сельское поселение Заволжье     |
| 7  | Золотая Гора     | посёлок | 43        | сельское поселение Обшаровка    |
| 8  | Ильмень          | посёлок | ↗1598     | сельское поселение Ильмень      |
| 9  | Кашпир           | село    | 594       | сельское поселение Новоспасский |
| 10 | Нижнеозерецкий   | посёлок | ↗437      | сельское поселение Ильмень      |
| 11 | Нижнепечерское   | село    | 203       | сельское поселение Обшаровка    |
| 12 | Новоспасский     | посёлок | 2233      | сельское поселение Новоспасский |
| 13 | Обшаровка        | село    | ↘5044     | сельское поселение Обшаровка    |
| 14 | Озерецкое        | село    | ↘105      | сельское поселение Ильмень      |
| 15 | Приволжье        | село    | ↘7078     | сельское поселение Приволжье    |
| 16 | Садовый          | посёлок | 64        | сельское поселение Спасское     |
| 17 | Софьино          | село    | 158       | сельское поселение Давыдовка    |
| 18 | Степняки         | посёлок | 658       | сельское поселение Новоспасский |
| 19 | Спасское         | село    | 1378      | сельское поселение Спасское     |
| 20 | Сперанка         | деревня | 54        | сельское поселение Давыдовка    |
| 21 | Тростянка        | село    | 181       | сельское поселение Обшаровка    |
| 22 | Томанский        | посёлок | 386       | сельское поселение Спасское     |
| 23 | Фёдоровка        | село    | 404       | сельское поселение Приволжье    |
| 24 | Якобьевка        | деревня | 0         | сельское поселение Новоспасский |

## Экономика
Основной вид деятельности — сельское хозяйство: из 395 учтённых субъектов всех отраслей экономики 142 предприятия (36 % от общего числа) — сельскохозяйственного профиля, 73 предприятия (18,9 % от общего числа) — торговля и общественное питание, 35 предприятий (8,6 % от общего числа) — промышленные. Предприятий, относящихся к частной собственности — 255.
В районе 8 крупных сельскохозяйственных предприятий, 93 крестьянских фермерских хозяйств, акционерное общество «Сад», ООО «Обшаровская птицефабрика», завод по производству абразивов акционерное общество «Диск», строительная фирма «Монолит».
Имеются два банка и страховое общество.

## Здравоохранение
В Приволжском районе располагается ГБУЗ Самарской области "Приволжская центральная районная больница", главврачом является Парамонова Нина Геннадьевна.

## Достопримечательности
Самая важная достопримечательность Приволжья — это усадьба Самариных, находящаяся на берегу Волги. В 2008 году принято решение о восстановлении и реконструкции этого исторического комплекса.